# Grotte de Tchertovy Vorota
La grotte de Tchertovy Vorota (en russe : Пещера Чертовы Ворота) en français : « grotte de la Porte du Diable » est un site archéologique datant du Néolithique situé dans les monts Sikhote-Aline, à environ 12 km de la ville de Dalnegorsk dans le kraï du Primorié, en Russie. Cette grotte de roche karstique, située sur une falaise en calcaire, se trouve à environ 35 m de la rivière Krivaïa, un affluent de la Roudnaïa. On a retrouvé à Tchertovy Vorota des restes de textiles parmi les plus anciens du monde.

## Description
La grotte est formée d'une chambre principale, mesurant environ 45 m de long, prolongée de plusieurs galeries plus petites. Le site a été pillé plusieurs fois avant les premières fouilles archéologiques en 1973. Environ 600 artefacts en pierre, en os ou en coquille, 700 fragments de poterie et plus de 700 os d'animaux ont été trouvés sur le site. Un disque de jade brun-vert de 0,6 cm d'épaisseur et 5,2 cm de diamètre y a également été trouvé.
Parmi les ossements d'animaux, on note la présence de restes de chiens viverrins, d'ours bruns et noirs d'Asie, de sangliers, de blaireaux, de cerfs élaphes, de poissons ainsi que de coquilles de mollusques,.

## Anciens textiles
Des fragments de textile carbonisés, provenant de cordes, filets et textiles tissés, ont été retrouvés dans la grotte sous les restes d'une structure en bois ayant pris feu et s'étant effondrée. Les fibres étaient probablement issues de l'espèce Carex sordida, de la famille des Cyperaceae. Ces fragments de textile ont été directement datés à environ  9 400 - 8 400 calBP, soit environ 7 400 - 6 400 av. J.-C., ce qui constitue la trace de textiles la plus ancienne dans les vestiges archéologiques d'Asie orientale. Aucune fusaïole n'ayant été identifiée dans la grotte, qu'on trouve par ailleurs rarement dans les sites archéologiques contemporains d'Asie orientale, les archéologues ont émis l'hypothèse que les individus de Tchertovy Vorota produisaient leurs textiles soit à la main, soit à l'aide d'un métier à tisser.

## Restes humains
Les restes de sept individus ont été découverts dans la grotte. Parmi eux, les crânes de deux individus désignés Porte du Diable 1 (PD 1) et Porte du Diable 2 (PD 2) ont été datés autour de 5 726 - 5 622 av. J.-C..

### Archéogénétique
Les restes de cinq individus ont été soumis à une analyse génétique. PD 1 et PD 5 (pour ce dernier, contrairement à ce qui avait été originellement déduit) sont des femmes. PD 1 appartient à l'haplogroupe d'ADN mitochondrial D4, alors que PD 2 appartient à l'haplogroupe M.
Une comparaison avec l'ensemble des populations humaines, anciennes et modernes, présentes dans les bases de données indique que les individus de Tchertovy Vorota sont proches génétiquement des Oultches, puis des Oroqen et des Hezhen, tous des peuples locuteurs de langues toungouses du bassin de l'Amour. La distance génétique entre les individus retrouvés à Tchertovy Vorota et l'enfant de la culture de Malta-Buret est cependant la même qu'entre ce même enfant et les populations modernes d'Asie orientale.
À l'exception de PD 1, la quantité d'ADN extraite est insuffisante pour permettre une analyse des traits phénotypiques. PD 1 ne possède pas l'allèle dérivé des gènes SLC45A2 (en) ou SLC24A5 (en) associé à une couleur de peau claire, du gène HERC2 associé aux yeux bleus, du gène LT associé à la persistance de la lactase ou du gène ALDH2 associé au syndrome du rougissement asiatique. Il possède cependant probablement les allèles dérivés de deux gènes souvent trouvés dans les populations d'Asie orientale modernes : celui du gène EDAR (en) et du gène ABCC11 (en), ce dernier étant associé à un cérumen sec et à une réduction des odeurs corporelles. Il possède également l'allèle dérivé du gène ADD1 (en) associé à un risque augmenté d'hypertension artérielle.

### Régime alimentaire
L'analyse isotopique des ossements humains retrouvés à Tchertovy Vorota suggère que les protéines de leur régime alimentaire proviennent à la fois de sources terrestres et marines. En effet, près de 25 % de leurs apports en protéines semblent provenir de sources marines, très probablement de saumon anadrome. Par ailleurs, ils chassaient probablement des mammifères terrestres et collectaient des noix.